# Nelsen Jensen
Nelsen Jensen – kanadyjski snowboardzista. Nie startował na igrzyskach olimpijskich. Na mistrzostwach świata jego najlepszym wynikiem jest 4. miejsce w snowcrossie na mistrzostwach w Berchtesgaden. Najlepsze wyniki w Pucharze Świata osiągnął w sezonie 1996/1997, kiedy zajął 51. miejsce w klasyfikacji generalnej.
W 2002 r. zakończył karierę.

## Sukcesy

### Mistrzostwa Świata
| Miejsce | Dzień       | Rok  | Miejscowość   | Konkurencja       | Zwycięzca           |
| ------- | ----------- | ---- | ------------- | ----------------- | ------------------- |
| 37.     | 13 stycznia | 1999 | Berchtesgaden | Gigant            | Markus Ebner        |
| 36.     | 14 stycznia | 1999 | Berchtesgaden | Gigant równoległy | Richard Richardsson |
| 4.      | 17 stycznia | 1999 | Berchtesgaden | Snowboardcross    | Henrik Jansson      |

### Puchar Świata

#### Miejsca w klasyfikacji generalnej
- 1995/1996 - 75.
- 1996/1997 - 51.
- 1997/1998 - 58.
- 1998/1999 - 74.
- 1999/2000 - 127.
- 2000/2001 - -
- 2001/2002 - -

#### Miejsca na podium
1. Sestriere – 6 grudnia 1997 (Snowcross) - 3. miejsce